# A-102
Die Mission A-102 (auch SA-7 genannt) war ein Testflug im Rahmen des Apollo-Programms der NASA. Eine zweistufige Saturn I mit einem Dummy des Apollo-Raumschiffs bestätigte die Kompatibilität von Rakete und Raumschiff und wies drei zusätzliche Ausstattungsmerkmale zu A-101 auf.

## Ziele
Eine der nachgebildeten vierstrahligen Steuerungsdüsen (RCS) des Apollo-Dummys war mit Messgeräten ausgerüstet, um die Temperatur und die Vibrationen während des Starts aufzuzeichnen. Das funktionsfähige Rettungssystem (Launch Escape System, LES) wurde getestet: Der Fluchtturm sollte nicht abgesprengt, sondern durch die Rettungsrakete vom Kommandomodul getrennt werden. Erstmals wurde ein umprogrammierbarer Steuerungscomputer eingesetzt. Zuvor waren die Raketen mit einer vorprogrammierten Steuerung gestartet worden. Nun war es möglich, während des Fluges von der Bodenstation aus das Programm des Computers zu ändern, um auf mögliche unerwartete Situationen zu reagieren.

## Apollo-Dummy (BP-15)
Das naturgetreue Modell (engl. Boilerplate genannt) bestand aus dem aktiven Launch Escape System, einer funktionsfähigen Rettungsrakete mit 4,70 m Höhe und dem Fluchtturm, einer 3,05 m hohen Trägerkonstruktion für die Rettungsrakete, dem Kommandomodul, einer konischen Aluminiumkonstruktion mit einem Basisdurchmesser von 3,91 m und 3,56 m Höhe, sowie dem Servicemodul (SM), einer Aluminiumkonstruktion mit einem Durchmesser von 3,91 m und 3,58 m Höhe. Es war mittels einer Adaptersektion und der Instrumenteneinheit auf der zweiten Stufe montiert.
Die Einheit entsprach in Abmessungen, Gewicht und Schwerpunktlage einem funktionsfähigen bemannten Apollo-Raumschiff. Sie war mit erweiterten Instrumenten ausgerüstet, die 133 Messungen, nun auch der Aerodynamik, Temperatur, statischen Aufladung und Vibrationen vornahmen und diese Daten den Telemetriesystemen zur Verfügung stellten. Ab der zweiten Stufe gemessen hatte der Aufbau eine Masse von 16.650 kg und eine Höhe von 24,4 m.

## Vorbereitung
Die Stufen wurden am 7. und 12. Juni 1964 zum Kennedy Space Center geliefert und auf dem Launch Complex 37B aufgebaut. Anfang Juli wurde ein Haarriss im Triebwerk Nummer sechs gefunden. Das erforderte den Ausbau aller Raketenmotoren und eine Kontrolle beim Hersteller. Die Bodencrew war erstmals mit diesem Problem bei einer Saturn-Rakete konfrontiert, und der Umbau bedingte eine zweiwöchige Startverschiebung. Die Hurrikane Cleo und Dora verzögerten ihn um einige weitere Tage.

## Flugverlauf

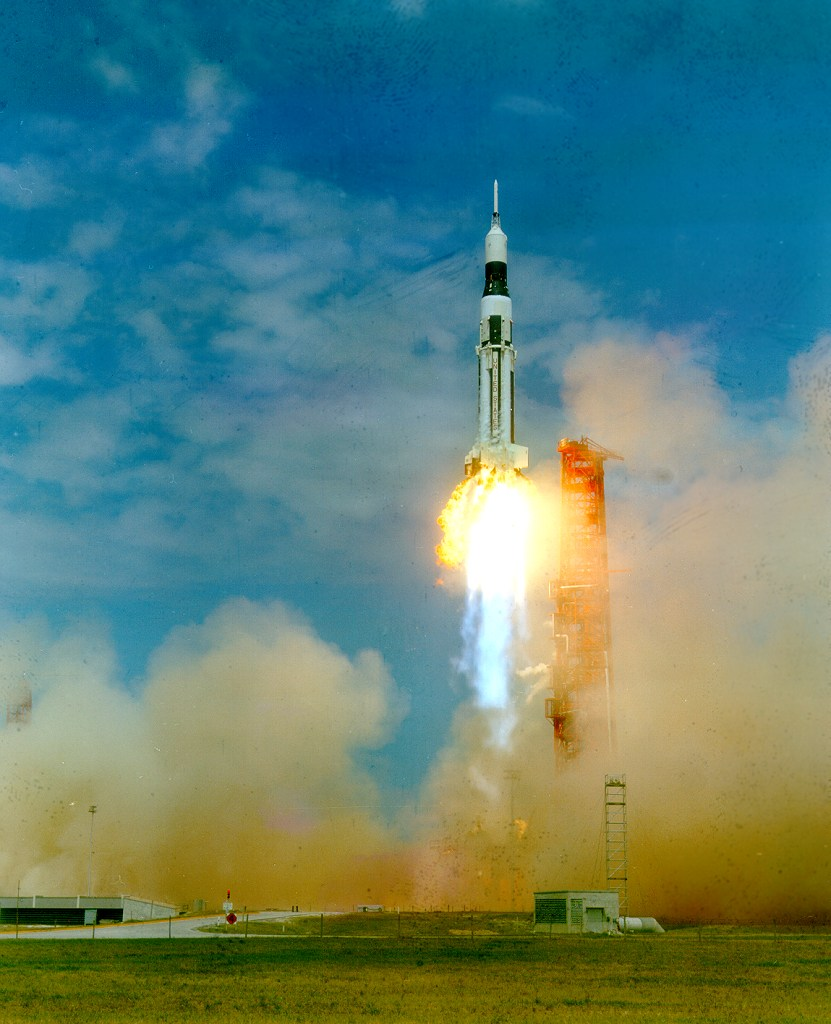
Start der A-102-Mission

Der Start erfolgte am 18. September 1964 um 16:22:00 Uhr UTC. Nach 148 Sekunden Brenndauer wurde die erste Stufe abgetrennt und 1,7 Sekunden später die zweite gezündet. Nach weiteren 10 Sekunden wurde das LES durch die Triebwerke der Rettungsrakete wie geplant abgetrennt.
10 Minuten und 21 Sekunden nach dem Start schwenkte die Rakete in eine Umlaufbahn, ähnlich der, wie sie bei den Mondmissionen zum Einschuss (TLI, Trans Lunar Injection) in die Flugbahn zum Mond genutzt werden sollte. Die Telemetrie lieferte fünf Erdumrundungen lang kontinuierlich die Daten der 131 Messwerte.
Nach 59 Erdumrundungen verglühte die Rakete am 22. September in der Atmosphäre über dem Indischen Ozean.

## Auswirkung auf das Apollo-Programm
Alle Ziele dieses Testfluges wurden erreicht. Antrieb, Steuerung und die strukturellen Systeme der Saturn I erfüllten alle Erwartungen, das Rettungssystem passte mit der Apollo-Kapsel zusammen und funktionierte problemlos.
Einzig die acht Kameras, die die Stufentrennung gefilmt haben, anschließend abgeworfen und später geborgen werden sollten, landeten nicht im geplanten Gebiet. Sie gerieten in den Hurrikan Gladis und die Suche musste abgebrochen werden. Zwei Monate später wurden zwei von ihnen gefunden, bereits mit Krebsen bevölkert, aber die Filme waren unbeschädigt.
Im Rahmen des Apollo-Programmes sollten bei den nächsten drei Missionen Pegasus-Satelliten zur Erforschung von Mikrometeoriten ins All gebracht werden.